# Szent Miklós-templom (Székelyudvarhely)
A székelyudvarhelyi Szent Miklós-templom műemlékké nyilvánított épület Romániában, Hargita megyében. A romániai műemlékek jegyzékében a HR-II-a-A-12898 sorszámon szerepel.